# Rajdevi
Rajdevi – gaun wikas samiti w środkowej części Nepalu  w strefie Narajani w dystrykcie Rautahat. Według nepalskiego spisu powszechnego z 2001 roku liczył on 657 gospodarstw domowych i 3663 mieszkańców (1739 kobiet i 1924 mężczyzn).